# Sergei Georgijewitsch Laso

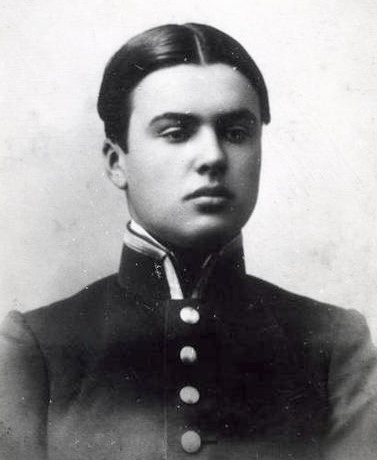
Sergei Georgijewitsch Laso (1912)

Sergei Georgijewitsch Laso (russisch Серге́й Гео́ргиевич Лазо́; * 23. Februarjul. / 7. März 1894greg. im Dorf Piatra im Kreis Orgei in Bessarabien; † Mai 1920 in der Region Primorje) war ein russisch-moldauischer Offizier und Politiker.

## Leben
Laso stammte aus einer moldauischen Adelsfamilie mit Gut und Herrenhaus in Piatra. Lasos Vater Georgi Iwanowitsch Laso (1865–1903) wurde 1887 aufgrund der Regierungsmaßnahmen gegen revolutionär gesinnte Studenten von der Universität Sankt Petersburg ausgeschlossen. Die Mutter Jelena Stepanowna hatte Agronomie in Odessa und Paris studiert. Sergei Laso studierte an dem St. Petersburger Institut für Technologie und darauf an der Physikalisch-Mathematischen Fakultät der Moskauer Kaiserlichen Universität, wo er sich an der Arbeit revolutionärer Studentenvereinigungen beteiligte.
Während des Ersten Weltkrieges wurde Laso 1916 zur Armee einberufen und nach Ausbildung in der Moskauer Alexei-Infanterieschule zum Fähnrich befördert. Im Dezember wurde er in das 15. Sibirische Reserve-Schützenregiment in Krasnojarsk versetzt. Dort näherte er sich den politischen Verbannten und begann, zusammen mit ihnen unter den Soldaten Propaganda gegen den Krieg zu machen. Er trat in die Partei der Sozialrevolutionäre ein und schloss sich dem linken Flügel an.
Am 2. März 1917 breiteten sich in Krasnojarsk die Nachrichten von der Februarrevolution in Petrograd aus. Soldaten der 4. Kompanie des 15. Sibirischen Schützenregiments setzten auf ihrer Versammlung ihren Kompanieführer ab und wählten Laso zu ihrem Kommandeur und Delegierten im Krasnojarsker Sowjet der Arbeiter- und Soldaten-Delegierten. In der anschließenden Nacht wählten fast alle Kompanien ihre Delegierten. Am 3. März kehrte der Gouverneur des Gouvernements Jenisseisk Jakow Gololobow aus Irkutsk nach Krasnojarsk zurück, der am 4. März auf Befehl aus Petrograd abgesetzt und unter Hausarrest gestellt wurde. Laso mit einem Kommando von 5 Mann verhaftete im Auftrage des Krasnojarsker Sowjet Gololobow sowie den Gendarmerie-Chef und seine Offiziere und den Polizeimeister. Die Polizei wurde aufgelöst und durch eine Miliz ersetzt. Laso war Vorsitzender der Soldaten-Sektion des Krasnojarsker Sowjets, dessen Vorsitzender F. Dubrowinski war. Im Juni schickte der Krasnojarsker Sowjet Laso nach Petrograd als Delegierten zum 1. Allrussischen Kongress der Sowjets der Arbeiter- und Soldaten-Delegierten. Dort beeindruckte ihn sehr die Rede Lenins mit seinem Radikalismus. Zurück in Krasnojarsk organisierte Laso eine Abteilung der Roten Garde.
Nach dem Beginn der Oktoberrevolution wurde Laso vom Krasnojarsker Sowjet beauftragt, alle Ämter zu besetzen und die gegenwärtige Stadtregierung zu verhaften. Dazu sammelte er die den Bolschewiki nahe stehenden Teile der Garnison. Ein Angriff antibolschewistischer Kadetten aus Omsk wurde von den Rote-Garde-Abteilungen, unter ihnen auch Laso, abgewehrt. Im Dezember 1917 erhoben sich in Irkutsk die "Junker, Kosaken, Offiziere und Studenten", so dass der Linke Block die Rote-Garde-Abteilungen unter der Führung von W. K. Kaminski, Laso und B. S. Schumjazki den Irkutsker Bolschewiki zur Hilfe schickte. Nach erbitterten Kämpfen wurden die "Roten" aus der Stadt gedrängt und Laso mit anderen gefangen genommen. Es kam zu einem Waffenstillstand, und nach einigen Tagen wurde die Sowjet-Macht wieder hergestellt. Laso wurde Militärkommandant und Chef der Garnison Irkutsk.
Anfang 1918 zu Beginn des Russischen Bürgerkrieges wurde Laso Mitglied des Zentrosibir, des Zentralen Exekutivkomitees der sibirischen Sowjets und trat dann von den Linken Sozialrevolutionären zu den Bolschewiki über. Von Februar bis August 1918 kommandierte er die roten Truppen der Baikal-Front gegen die weißen Truppen des Kosakengenerals G. M. Semjonow. Im Herbst 1918 wurde er Mitglied des geheimen Fernost-Komitees der Bolschewiki in Wladiwostok, und im Frühjahr 1919 kommandierte er im Primorje-Gebiet Partisanen-Abteilungen. Von Juli bis August 1919 kommandierte er rote Truppen gegen US-amerikanische Interventionstruppen bei den Kämpfen um Sutschanski Rudnik. Im Dezember 1919 wurde er Chef des Militärrevolutionären Stabes zur Vorbereitung des Aufstandes im Primorje-Gebiet. Damit gehörte Laso zu den Organisatoren der Revolution in Wladiwostok, durch die der Koltschak-Statthalter gestürzt und eine neue Fernost-Regierung unter Kontrolle der Bolschewiki etabliert wurde. Am 6. März 1920 wurde Laso Stellvertretender Vorsitzender des Militär-Sowjets der Fernost-Regierung.
Nach dem Nikolajewsk-Zwischenfall wurde Laso im April 1920 von japanischen Interventionstruppen verhaftet und Ende Mai zusammen mit A. N. Luzki und W. M. Sibirzew an weißgardistische Kosaken übergeben. Während Lasos Genossen Luzki und Sibirzew erschossen und dann verbrannt wurden, wurde nach gängiger Meinung Laso im Murawjow-Amurski-Bahnhof bei Iman nach Folterung in der Feuerbüchse einer Dampflokomotive lebendig verbrannt, was wohl eine Legende ist. Nach der Version der japanischen Zeitung Japan Chronicle wurde Laso in Wladiwostok erschossen und die Leiche verbrannt.
Laso war verheiratet mit Olga Andrejewna geb. Grabenko (1898–1971), Mitglied der Kommunistischen Partei der Sowjetunion seit 1916, Kandidatin der historischen Wissenschaften, Dozentin an der Frunse-Akademie, begraben auf dem Nowodewitschi-Friedhof in Moskau. Lasos Tochter Ada Sergejewna Laso (1919–1993) war Philologin und Redakteurin des Kinderbuch-Verlags Detgis und verheiratet mit dem Maler W. W. Lebedew. Zu Lasos Verwandtschaft gehörte der rumänische Fabeldichter Alexandru Donici und der moldauische Schriftsteller Alecu Russo.

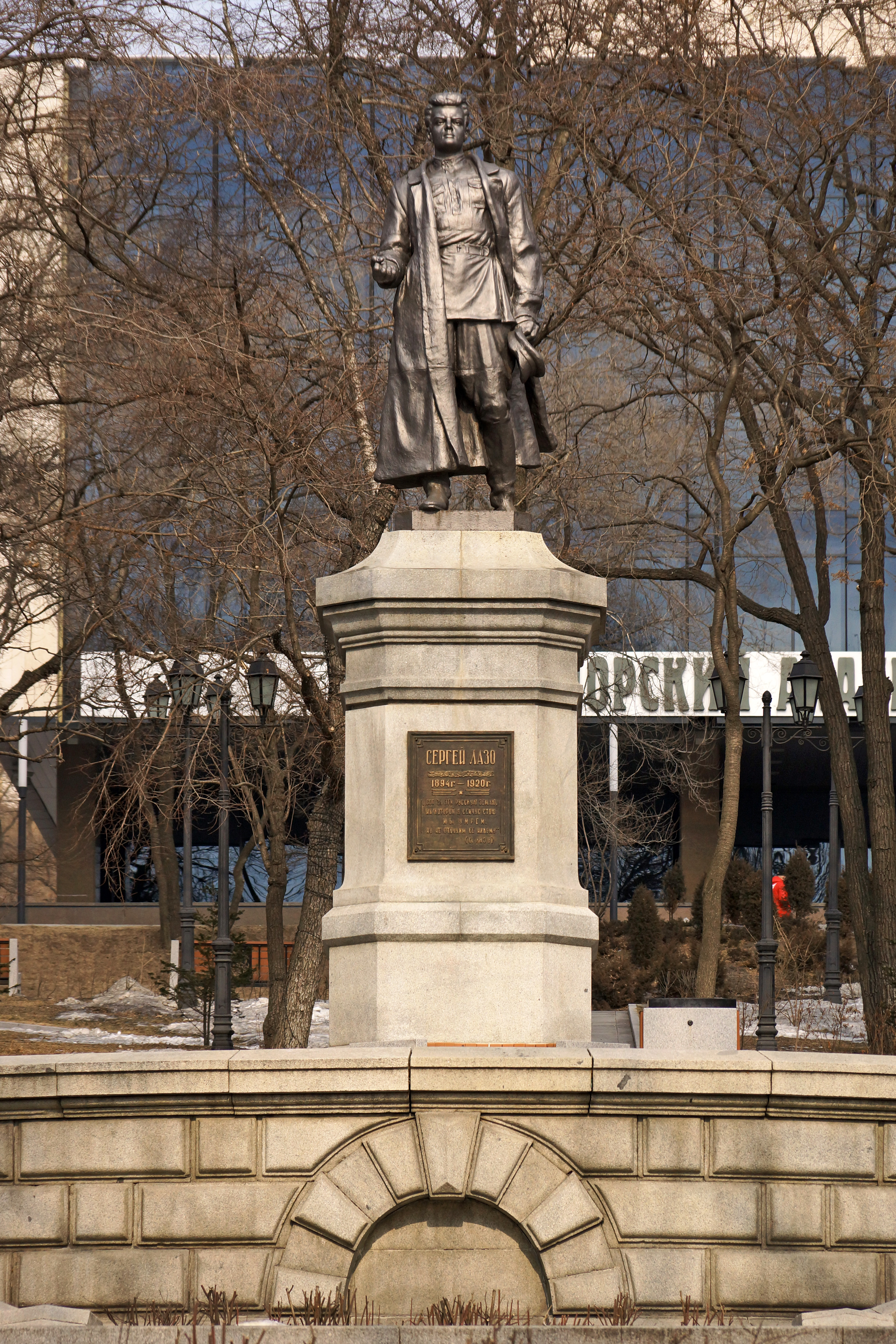
Sergei-Laso-Denkmal (L. M. Pissarewski, 1945), Wladiwostok

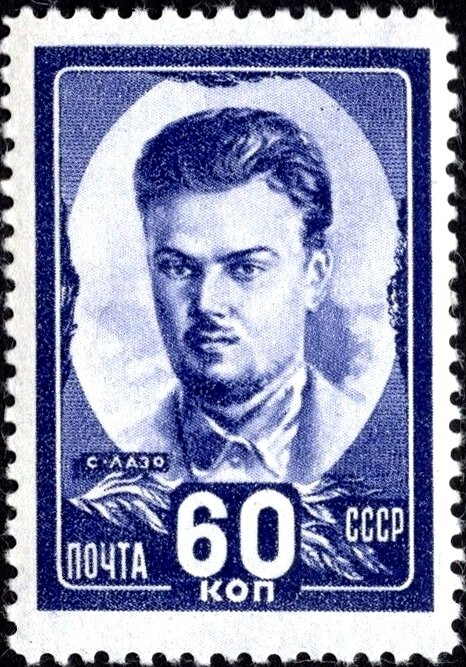
UdSSR-Briefmarke für S. Laso (1948)

Zu Ehren Lasos wurden zur sowjetischen Zeit in vielen Städten Straßen nach ihm benannt, insbesondere 1967 zum 50. Jahrestag der Oktoberrevolution. Der Murawjow-Amurski-Bahnhof wurde zum Laso-Bahnhof. In der Region Primorje gibt es den Laso-Rajon mit dem Dorf Laso als Zentrum sowie in der Region Chabarowsk den Rajon Imeni Laso. In Wladiwostok auf dem Platz neben dem Primorje-Theater wurde auf dem Sockel des zerstörten Admiral Sawoiko-Denkmals ein Laso-Denkmal aufgestellt. In Ussurijsk in der Region Primorje wurde 1972 zum 50. Jahrestag des Bürgerkriegsendes im Fernen Osten ein Denkmal mit der Lokomotive EL-629 errichtet zur Erinnerung an Lasos Verbrennungstod. Ein weiteres Laso-Denkmal wurde in Tschita aufgestellt und ebenso in Kischinau. Lasos Geburtsort Piatra wurde, als er Teil der Sowjetunion wurde, In Laso umbenannt, was nach der Unabhängigkeit der Republik Moldaus 1991 wieder rückgängig gemacht wurde. Die moldauische Stadt Sinscherei hieß 1944–1991 Lasowsk. Das Kotowski-Laso-Museum in Kischinau wurde in den 1990er Jahren aufgelöst. Lasos Geburtshaus, der frühere Laso-Familiensitz, ist jetzt Museum.
In dem biografischen Film Sergei Laso übernahm Regimantas Adomaitis die Hauptrolle (1968). D. G. Gerschfeld komponierte in den 1980er Jahren die Oper Sergei Laso, in der die Sopranistin M. L. Bieschu eine der Hauptrollen sang. Die Rockband Mongol Schuudan erinnerte in ihrem Lied Die Vögel an Lasos Tod. In W. O. Pelewins Erzählung Der gelbe Pfeil wird ein Fläschchen des teuren Cognac Laso mit einer feurigen Dampflokomotivfeuerbüchse auf dem Etikett erwähnt.